# Halliq Island
Halliq Island är en ö i Kanada.   Den ligger i ögruppen Harrison Islands i territoriet Nunavut, i den nordöstra delen av landet, 2 800 km norr om huvudstaden Ottawa. Arean är 165 kvadratkilometer.
Terrängen på Halliq Island är platt. Öns högsta punkt är 137 meter över havet. Den sträcker sig 23,1 kilometer i nord-sydlig riktning, och 14,7 kilometer i öst-västlig riktning.
Trakten runt Halliq Island består i huvudsak av gräsmarker.